# Arona
Arona es un municipio español perteneciente a la isla de Tenerife, en la provincia de Santa Cruz de Tenerife, Canarias.
La capital administrativa se encuentra en el casco de Arona, situado a 630 m s. n. m.
Si bien la capital municipal se halla en las medianías, mayor importancia económica y poblacional tienen Valle de San Lorenzo, con una actividad agrícola de exportación, y sobre todo el sector costero. Las poblaciones turísticas —Playa de Las Américas, Los Cristianos, Costa del Silencio, Palm-Mar— han transformado sustancialmente el área litoral, siendo asimismo el punto de embarque para la isla de La Gomera.
Arona, con una población de 86 624 habitantes (INE 2024), es el tercer municipio más poblado de la isla de Tenerife, tras Santa Cruz de Tenerife y San Cristóbal de La Laguna, experimentando un gran crecimiento demográfico en los últimos años que, de seguir la misma dinámica, le permitiría disputar a San Cristóbal de La Laguna el segundo puesto en el ámbito insular. Junto a los municipios vecinos de Adeje y San Miguel de Abona forma la denominada área metropolitana de Tenerife Sur con 215 532 habitantes (2024).

## Toponimia
El término con el que se conoce el municipio proviene de su capital administrativa, siendo de procedencia guanche.

## Símbolos

### Escudo
El escudo heráldico del municipio fue aprobado por el Gobierno de Canarias por Orden de 25 de noviembre de 1986, siendo su descripción la siguiente: «Escudo partido; 1.º, de gules, el báculo de oro de San Antonio Abad, con su corbata de plata 2.º de oro, el almácigo de sinople, terrazado. Al timbre, Corona Real cerrada.»
El báculo representa al santo patrón del municipio, mientras que el almácigo alude al árbol autóctono Pistacia atlantica, de cuya especie el casco de Arona conservaba un ejemplar centenario.

### Bandera
La bandera de Arona fue aprobada por el Gobierno de Canarias por Orden de 17 de julio de 1998, y consta de un «paño rectangular, de seda, tafetán, raso, lanilla o fibra sintética, según los casos, cuya longitud es vez y media mayor que su ancho; compuesto de tres franjas horizontales de igual tamaño. La primera o superior, de color rojo; la central de color verde, y la inferior de color azul mar. Si la Bandera ostentara escudo, este deberá colocarse en el centro del paño de la misma, preferentemente en ambas caras.»

## Geografía
Está situado en el extremo sur de la isla, limitando con los municipios de San Miguel de Abona, Vilaflor de Chasna y Adeje.
Con una superficie de 81,79 km², es el 10.º municipio en extensión de la isla de Tenerife y el 16.º de la provincia.
La altitud máxima de Arona se alcanza a 950 m s. n. m.
Marcando el extremo sur de la isla, con la Punta Salema, supone una franja de terreno que queda delimitada hacia el oeste por el barranco del Rey, que desciende en su límite con Adeje. Por el contrario, su límite hacia el este con San Miguel supone una línea prácticamente recta, al igual que hacia el norte, que zigzaguea en torno a la cota de los 900 m de altitud, en su frontera con Vilaflor.

### Orografía
Desprovisto de cumbres, Arona es un espacio que desciende suavemente hacia el litoral y donde se intercalan algunos relieves más destacados como las montañas de Guaza y Cho, los roques de Jama, Vento, Chijafe e Igara, o los pequeños conos volcánicos de Montaña Chayofita, Mojón del Rey, Montaña Grande y Montaña de las Tabaibas. En el litoral alternan los pequeños acantilados y una costa baja, tanto rocosa como con pequeñas playas de arena.

### Hidrografía
El territorio municipal se encuentra surcado por numerosos barrancos y barranquillos, siendo los de mayor entidad el barranco de Las Galletas, el barranquillo de Chiñeja, el barranco de Vargas o del Mojón, y el barranco del Rey, límite entre Arona y Adeje.

### Clima
| Parámetros climáticos promedio de Arona (1982-2012) | Parámetros climáticos promedio de Arona (1982-2012) | Parámetros climáticos promedio de Arona (1982-2012) | Parámetros climáticos promedio de Arona (1982-2012) | Parámetros climáticos promedio de Arona (1982-2012) | Parámetros climáticos promedio de Arona (1982-2012) | Parámetros climáticos promedio de Arona (1982-2012) | Parámetros climáticos promedio de Arona (1982-2012) | Parámetros climáticos promedio de Arona (1982-2012) | Parámetros climáticos promedio de Arona (1982-2012) | Parámetros climáticos promedio de Arona (1982-2012) | Parámetros climáticos promedio de Arona (1982-2012) | Parámetros climáticos promedio de Arona (1982-2012) | Parámetros climáticos promedio de Arona (1982-2012) |
| Mes                                                 | Ene.                                                | Feb.                                                | Mar.                                                | Abr.                                                | May.                                                | Jun.                                                | Jul.                                                | Ago.                                                | Sep.                                                | Oct.                                                | Nov.                                                | Dic.                                                | Anual                                               |
| --------------------------------------------------- | --------------------------------------------------- | --------------------------------------------------- | --------------------------------------------------- | --------------------------------------------------- | --------------------------------------------------- | --------------------------------------------------- | --------------------------------------------------- | --------------------------------------------------- | --------------------------------------------------- | --------------------------------------------------- | --------------------------------------------------- | --------------------------------------------------- | --------------------------------------------------- |
| Temp. máx. media (°C)                               | 16.7                                                | 17.1                                                | 18.2                                                | 18.9                                                | 20.1                                                | 22.2                                                | 24.8                                                | 26.0                                                | 24.6                                                | 22.7                                                | 19.6                                                | 17.5                                                | 20.7                                                |
| Temp. media (°C)                                    | 13.5                                                | 13.8                                                | 14.7                                                | 15.3                                                | 16.4                                                | 18.5                                                | 20.8                                                | 21.6                                                | 20.9                                                | 19.1                                                | 16.5                                                | 14.4                                                | 17.1                                                |
| Temp. mín. media (°C)                               | 10.4                                                | 10.6                                                | 11.2                                                | 11.7                                                | 12.8                                                | 14.8                                                | 16.9                                                | 17.3                                                | 17.1                                                | 15.5                                                | 13.5                                                | 11.4                                                | 13.6                                                |
| Precipitación total (mm)                            | 64                                                  | 49                                                  | 45                                                  | 23                                                  | 12                                                  | 4                                                   | 1                                                   | 2                                                   | 10                                                  | 41                                                  | 79                                                  | 83                                                  | 413                                                 |
| Fuente: Climate-data.org                            |                                                     |                                                     |                                                     |                                                     |                                                     |                                                     |                                                     |                                                     |                                                     |                                                     |                                                     |                                                     |                                                     |

### Flora
Las formaciones vegetales del municipio son las características del piso basal canario, al carecer Arona de cumbres.
La franja costera entre Las Galletas y Los Cristianos conserva comunidades halófilas de tomillo marino Frankenia ericifolia y uva de mar Zygophyllum fontanesii, así como extensas áreas dominadas por el tabaibal dulce de Euphorbia balsamifera entremezclado con cardones Euphorbia canariensis. Las zonas rocosas inmediatas a la costa se hallan cubiertas de herbazales y barrillales de Mesembryanthemum crystallinum, así como de ahulagas Launaea arborescens y salados blancos Schizogyne sericea. Las áreas del interior, más transformadas por las actividades agrícolas, se encuentran constituidas por comunidades de sustitución, destacando los tabaibales amargos de Euphorbia lamarckii y las plantaciones de Opuntia spp. Por encima de los 500 m de altitud, se desarrollan también jaguarzales de Cistus monspeliensis. En algunos barrancos del municipio crecen comunidades de balos Plocama pendula, mientras que en el roque de Jama se conservan ejemplares de acebuche Olea cerasiformis y sabina canaria Juniperus turbinata.

### Geología
Aparecen en toda esta zona materiales geológicos correspondientes a las distintas series volcánicas que han formado la isla. Desde la serie Antigua al volcanismo reciente, sin que falten excelentes ejemplos de las coladas piroclásticas sálicas, esas amplias extensiones recubiertas de una roca de color claro y que definen buena parte del paisaje del sur tinerfeño. Sobresalen algunos domos volcánicos formados por lavas muy viscosas ricas en sílice, formados bajo la superficie y puestos al descubierto por la erosión, caso de los distintos roques que salpican el paisaje —Jama, Vento, Montaña Chijafe, Malpaso— o construidos sobre la superficie, caso del domo extrusivo que es la Montaña de Guaza.

### Espacios protegidos
En Arona se encuentran espacios protegidos como el monumento natural de la Montaña de Guaza, la reserva natural especial del Malpaís de la Rasca y gran parte del monumento natural del Roque de Jama, todos ellos incluidos en la Red Canaria de Espacios Naturales Protegidos.
Además, tanto el área del monumento natural del Roque de Jama como la reserva natural especial del Malpaís de La Rasca se incluyen en la Red Natura 2000 como Zonas Especiales de Conservación, a las que se suman las ZEC marinas de la Franja Teno-Rasca y de los Sebadales del sur de Tenerife. Asimismo, la Montaña de Guaza y el Malpaís de la Rasca son también zonas de especial protección para las aves.

## Historia

### Etapa guanche: antes delsigloXV
El territorio del moderno municipio de Arona se incluía en su mayor parte en el reino o bando guanche de Abona. La región del malpaís de la Rasca fue objeto de intensa utilización como área de pastoreo, así como de explotación de los recursos litorales. Asimismo, los singulares roques del área media del municipio fueron lugares de culto.
El historiador y médico tinerfeño Juan Bethencourt Alfonso recoge una tradición oral sobre la llegada a la playa de Los Cristianos de unos doscientos hombres que fueron dejados en tierra por varias naves. A muchos de estos individuos se les había cortado la lengua, y entre ellos había sacerdotes del culto cristiano denominados por los guanches «babilones».

### Conquista y colonización europeas: siglosXVyXVI
Terminada de manera oficial la conquista con la rendición de los menceyes en mayo de 1496, los conquistadores llevaron a cabo campañas de pacificación a lo largo del verano de ese año. Dado que Abona se había convertido en refugio de guanches rebeldes huidos de los bandos de guerra sometidos, Alonso Fernández de Lugo envió al antiguo reino un pequeño grupo armado liderado por Jorge Grimón, flamenco veterano de la conquista de Granada. Estos expedicionarios desembarcaron el 29 de septiembre por la playa de Los Cristianos y, gracias a las espingardas que portaban, pronto redujeron a los guanches que se habían hecho fuertes en la zona conocida como Los Mogotes.
Desde un primer momento, la cala natural de Los Cristianos se convierte en un importante puerto de embarque y desembarque de los productos del sur y suroeste de la isla, apareciendo ya en documentos oficiales en 1511.

### Antiguo Régimen: siglosXVIIyXVIII
Se considera que el núcleo de Arona comienza a surgir a partir de 1625, cuando entra en posesión de las tierras desde Los Cristianos hasta Los Quemados a Antón Domínguez el Viejo y a su hijo, quienes fundan la ermita de San Antonio Abad, en torno a la cual se comienza a desarrollar el núcleo.
El territorio de Arona se encontraba desde un primer momento bajo la jurisdicción civil y eclesiástica de Vilaflor.
En 1643 tuvo lugar una invasión de piratas berberiscos por el puerto de Los Cristianos, siendo rechazados en las faldas de la Montaña Chayofita. Esta zona vuelve a sufrir ataques de piratas ingleses en 1746, impidiendo las milicias del país el desembarco.
La ermita de San Antonio fue erigida en parroquia por auto de separación de 30 de marzo de 1796, separándose de la iglesia matriz de Vilaflor. En 1798, el núcleo logra además la segregación civil, constituyéndose el primer ayuntamiento de Arona.

### Etapa moderna: siglosXIXyXX
En 1812 surgen los ayuntamientos constitucionales con la proclamación de la Constitución de Cádiz, constituyéndose Arona en municipio. Este queda definitivamente consolidado en 1836 tras sufrir los vaivenes políticos de la primera mitad del siglo XIX entre gobiernos constitucionales y absolutistas.
Pascual Madoz, en su Diccionario, dice de Arona hacia mitad del siglo XIX:

ARONA: lugar con ayuntamiento en la isla de Tenerife (...). SITUADO en un valle, al pie de la montaña llamada Meseta de Escalona, donde le combaten los vientos de la brisa; su CLIMA es sano. Forman la población los pagos llamados Las Casas, Vento, Sabinita, Junco, Valle de Ahijadero, Cabo y Malpaís; la mayor parte de las CASAS son bajas y fabricadas de piedra seca. Tiene una iglesia parroquial bajo la advocación de San Antonio abad, servida por un cura, 1 sacristán, 1 sochantre y 2 monacillos, el curato es de entrada y se provee por S. M. o el diocesano, previa oposición en concurso general, y 1 ermita dedicada a San Lorenzo. Hay algunos matriculados pertenecientes al distrito de Santa Cruz. Confina el TÉRMINO por el N. con el de Charna [sic] y Adeje, por el E. con el de San Miguel, y por el S. y O. con el mar. Su TERRENO es el mejor que se encuentra al S. de la isla, y el punto más ancho de ella desde el pico de Teide al Océano, y muy fértil cuando favorecen las lluvias del invierno; escasea de aguas, sin que por todo él pase más que un pequeño e insignificante arroyuelo que apenas lleva el caudal suficiente para el surtido de los vecinos. Los CAMINOS son llanos en general; carece de otra INDUSTRIA que la agrícola y también de COMERCIO, a pesar de tener en su jurisdicción una larga costa y un pequeñito puerto llamado los Cristianos; y la cantera del mismo nombre, de donde se sacan muchas losas para pavimento, piedra de sillería y también las que se llaman de destilar, de las cuales se hace un uso general en la isla para purificar el agua que beben. PRODUCE: trigo, cebada, barrilla, higos y cochinillas. POBLACIÓN: 356 vecinos, 1.516 almas...
Pascual Madoz, 1849.

En 1941 llega la carretera general del Sur al casco urbano de Arona, vía que viene a sustituir a los antiguos caminos reales. Esta obra va aparejada a otra infraestructura que va a posibilitar el máximo desarrollo de la agricultura de exportación en la zona: la construcción en esta década del Canal del Sur que trasvasaba agua de los municipios de Fasnia y Arico al resto del sur insular.
En la década de 1960 se produce un espectacular desarrollo urbanístico en los sectores costeros de Arona —Los Cristianos, Las Galletas, Las Américas—, motivado por el denominado boom turístico que afecta a Canarias gracias a su situación en el sur de la isla, que favorece el clima de «sol y playa» deseado por el turista europeo.

## Demografía
Arona cuenta con una población de 86 624 habitantes (INE 2024).
| Gráfica de evolución demográfica de Arona entre 1842 y 2021                                                         |
| |
| Población de derecho según los censos de población del INE Población de hecho según los censos de población del INE |

Su población, sensible a los problemas surgidos con la caída de los precios de la cochinilla, el hundimiento de la agricultura, los efectos de la Primera Guerra Mundial y de la guerra civil española, que provocaron la emigración, se ha visto multiplicada por nueve en un siglo, dando idea de la importancia del desarrollo alcanzado por este municipio sureño.
A 1 de enero de 2022 Arona tenía un total de 82 982 habitantes, ocupando el puesto 3 en número de habitantes, tanto de la isla de Tenerife como de la provincia de Santa Cruz de Tenerife, y el 5.º de la comunidad autónoma de Canarias.
La densidad de población era de 1012,08 hab./km².
Por sexos contaba con 42 033 hombres y 40 744 mujeres.
Del análisis de la pirámide de población se deduce que:
- La población comprendida entre 0 y 14 años era el 14 % (11 332 personas) del total.
- La población entre 15 y 64 años se correspondía con el 74 % (61 277 pers.).
- La población mayor de 65 años era el 12 % (10 168 pers.) restante.

En cuanto al lugar de nacimiento, el 51,8 % (40 415 pers.) de la población del municipio era de origen extranjero, sobre todo procedentes de Italia, Cuba, Venezuela, Reino Unido, Colombia y Marruecos. Por su parte, el 40 % (33 403 pers.) había nacido en Canarias, de los cuales el 56 % (18 760 pers.) lo había hecho en el propio municipio, un 34 % (11 308 pers.) en otro municipio de la isla y un 10 % (3335 pers.) procedía de otra isla del archipiélago. El resto de la población la componía un 11 % (8959 pers.) de españoles peninsulares.
| Posición | Nacionalidad | Población |
| -------- | ------------ | --------- |
| 1.ª      | Italia       | 7410      |
| 2.ª      | Reino Unido  | 3550      |
| 3.ª      | China        | 1900      |
| 4.ª      | Cuba         | 1658      |
| 5.ª      | Marruecos    | 1489      |
| 6.ª      | Venezuela    | 1476      |
| 7.ª      | Bélgica      | 1147      |
| 8.ª      | Rumania      | 1145      |
| 9.ª      | Colombia     | 1112      |
| 10.ª     | Alemania     | 956       |

| Entidad singular          | Habitantes |
| ------------------------- | ---------- |
| Arona (capital municipal) | 2899       |
| Buzanada                  | 4713       |
| Cabo Blanco               | 6271       |
| La Camella                | 3742       |
| Chayofa                   | 1840       |
| Cho                       | 3730       |
| Costa del Silencio        | 6724       |
| Los Cristianos            | 15945      |
| El Fraile                 | 10006      |
| Las Galletas              | 8013       |
| Guargacho                 | 2400       |
| Guaza                     | 2426       |
| Palm-Mar                  | 2199       |
| Playa de las Américas     | 4127       |
| Valle de San Lorenzo      | 7742       |

## Economía
El sector servicios constituye la base de económica de este municipio sureño, que explota las características de su clima —cálido, seco y con un sol permanente— para crear un importante enclave turístico. Más del 60 % de su población trabaja en este sector constituyéndose como el cuarto municipio mayor de 50 000 habitantes con menor renta media per cápita.
La actividad agrícola, intensa, se concentra en el Valle de San Lorenzo. Allí se cultiva el plátano en crecientes superficies, destinado a los mercados peninsulares. Junto a la platanera, pero sin llegar a alcanzar su importancia, se dedican terrenos a la producción de tomates, papas, pimientos y flores —en invernadero— destinadas a la exportación a países de Europa. Las fincas no suelen ser excesivamente grandes, siendo las mayores las situadas hacia la costa. Las de mediana extensión se sitúan en el centro del municipio, mientras que las pequeñas ocupan las zonas más altas.
La ganadería se encuentra en franco declive, pues a las dificultades derivadas de la escasez de aguas se une el atractivo de más cómodas ganancias en el sector servicios.
- La marca española de automóviles SEAT, ha dado el nombre de Arona al nuevo modelo de SUV que se ha presentado en 2017, lo que puede suponer un acicate para la localidad.[25][26][27]

## Administración y política

### Gobierno municipal
El municipio está regido por su ayuntamiento, formado por 25 concejales. En las últimas elecciones, celebradas en el mes de mayo de 2019, los resultados fueron los siguientes: PSOE, 14 concejales (mayoría absoluta, que está situada a partir de 13 ediles); CC, 4 concejales; PP, 3 concejales; Ciudadanos x Arona, 2 concejales; Sí Se Puede-Podemos, 1 concejal y Ciudadanos, 1 concejal. Todo ello supuso la revalidación de la Alcaldía por parte del Partido Socialista, a la que había accedido en 2015 tras varios años de hegemonía nacionalista.
| Periodo   | Nombre                        | Partido | Partido                                                                               |
| --------- | ----------------------------- | ------- | ------------------------------------------------------------------------------------- |
| 1979–1980 | Luciano Reverón Reverón       |         | Unión de Centro Democrático (UCD)                                                     |
| 1980–1981 | Inocencio Salazar Beltrán     |         | Unión de Centro Democrático (UCD)                                                     |
| 1981–1983 | Leocadio Toledo Tejera        |         | Unión de Centro Democrático (UCD)                                                     |
| 1983–1995 | Manuel Barrios Rodríguez      |         | Partido Socialista Obrero Español (PSOE)                                              |
| 1995–1997 | Mario Spreáfico García        |         | Centro Democrático y Social (CDS)                                                     |
| 1997–1999 | Antonio Miguel Delgado Díaz   |         | Agrupación Tinerfeña de Independientes (ATI)-Movimiento Electoral Independiente (MEI) |
| 1999–2003 | Antonio Miguel Delgado Díaz   |         | Coalición Canaria (CC)                                                                |
| 2003–2011 | José Alberto González Reverón |         | Coalición Canaria (CC)                                                                |
| 2011–2015 | Francisco José Niño Rodríguez |         | Coalición Canaria (CC)                                                                |
| 2015–2023 | José Julián Mena Pérez        |         | Partido Socialista Obrero Español (PSOE)                                              |
| 2023-act. | Fátima Lemes Reverón          |         | Partido Popular (PP)                                                                  |

| Partido político | Partido político                                                                         | 2023   | 2019   | 2015   | 2011   | 2007   | 2003   | 1999   | 1995   | 1991   | 1987   | 1983   | 1979   |
| Partido político | Partido político                                                                         | Ediles | Ediles | Ediles | Ediles | Ediles | Ediles | Ediles | Ediles | Ediles | Ediles | Ediles | Ediles |
|                  | Partido Socialista Obrero Español (PSOE)                                                 | 8      | 14     | 12     | 5      | 6      | 7      | 8      | 9      | 9      | 13     | 6      | 1      |
|                  | Partido Popular (PP)-Alianza Popular (AP)                                                | 5      | 3      | 5      | 4      | 4      | 4      | 4      | 4      | 2      | 0      | 3      | —      |
|                  | Coalición Canaria (CC)                                                                   | 5      | 4      | 5      | 13     | 13     | 7      | 7      | —      | —      | —      | —      | —      |
|                  | Más Por Arona                                                                            | 4      | —      | —      | —      | —      | —      | —      | —      | —      | —      | —      | —      |
|                  | Vox                                                                                      | 2      | —      | —      | —      | —      | —      | —      | —      | —      | —      | —      | —      |
|                  | Nueva Canarias (NC)                                                                      | 1      | —      | —      | —      | —      | —      | —      | —      | —      | —      | —      | —      |
|                  | Podemos-Sí Se Puede                                                                      | 0      | 1      | 0      | —      | —      | —      | —      | —      | —      | —      | —      | —      |
|                  | Ciudadanos por Arona (CxARONA)                                                           | —      | 2      | 3      | 1      | —      | —      | —      | —      | —      | —      | —      | —      |
|                  | Ciudadanos (CS)                                                                          | —      | 1      | 0      | —      | —      | —      | —      | —      | —      | —      | —      | —      |
|                  | Centro de Arona (CAN)                                                                    | —      | —      | —      | 2      | 2      | 6      | —      | —      | —      | —      | —      | —      |
|                  | Centro Canario Reformista (CCR)                                                          | —      | —      | —      | —      | 0      | 1      | —      | —      | —      | —      | —      | —      |
|                  | Unión Centrista (UC)-Centro Democrático y Social (CDS)-Unión de Centro Democrático (UCD) | —      | —      | —      | —      | —      | —      | 2      | 2      | 3      | 2      | 6      | 13     |
|                  | Iniciativa Canaria (ICAN)                                                                | —      | —      | —      | —      | —      | —      | —      | 1      | 1      | —      | —      | —      |
|                  | Agrupación Tinerfeña de Independientes (ATI)-Movimiento Electoral Independiente (MEI)    | —      | —      | —      | —      | —      | —      | —      | 5      | 6      | 2      | 1      | —      |
|                  | Partido Comunista de España (PCE)                                                        | —      | —      | —      | —      | —      | —      | —      | —      | —      | —      | 1      | 0      |
|                  | Grupo Independiente del Municipio de Arona (GIMA)                                        | —      | —      | —      | —      | —      | —      | —      | —      | —      | —      | —      | 2      |
|                  | Unión del Pueblo Canario (UPC)                                                           | —      | —      | —      | —      | —      | —      | —      | —      | —      | —      | —      | 1      |

Tras las elecciones de 1983 se forma un gobierno de pacto entre PSOE, AP, PCC y ATI.
En 1991 el PSOE forma alianza con el CDS y el PP.
En 1995 se forma una coalición entre ATI-MEI, CDS, ICAN y PP.

### Organización territorial
El término municipal se encuentra incluido en la Comarca de Abona.
El municipio de Arona se divide en tres zonas, formadas por varias entidades singulares de población divididas a su vez en núcleos de menor entidad.
| Zona     | Entidad singular      | Núcleos                                                                                | Superficie |
| -------- | --------------------- | -------------------------------------------------------------------------------------- | ---------- |
| Norte    | Arona                 | Arona Las Casas Montañas Frías Sabinita Alta Túnez Vento                               | 8,21 km²   |
| Norte    | Buzanada              | Buzanada Barranco Oscuro El Bebedero Benítez Los Morritos                              | 8,56 km²   |
| Norte    | Cabo Blanco           | Cabo Blanco Morro de los Gatos Los Toscales                                            | 3,64 km²   |
| Norte    | La Camella            | La Camella Las Casas Viejas La Sabinita                                                | 8,63 km²   |
| Norte    | Chayofa               | Chayofa                                                                                | 1,29 km²   |
| Norte    | Valle de San Lorenzo  | Valle de San Lorenzo La Cruz del Guanche La Florida Las Rosas del Guanche Los Toscales | 7,67 km²   |
| Sureste  | Cho                   | Cho Parque de La Reina                                                                 | 0,94 km²   |
| Sureste  | Costa del Silencio    | Costa del Silencio                                                                     | 1,5 km²    |
| Sureste  | El Fraile             | El Fraile La Estrella del Sur Finca La Estrella                                        | 2,06 km²   |
| Sureste  | Las Galletas          | Las Galletas La Estrella Las Rosas                                                     | 19 km²     |
| Sureste  | Guargacho             | Guargacho Coromoto La Rosa                                                             | 2,8 km²    |
| Sureste  | Guaza                 | Guaza Llanos de Guaza                                                                  | 8,12 km²   |
| Sureste  | Palm-Mar              | Palm-Mar                                                                               | 0,76 km²   |
| Suroeste | Los Cristianos        | Los Cristianos Oasis del Sur                                                           | 7,07 km²   |
| Suroeste | Playa de las Américas | Playa de las Américas                                                                  | 1,54 km²   |
| Total:   | Total:                | Total:                                                                                 | 81,79 km²  |

## Servicios

### Educación
En cuanto a la enseñanza infantil y primaria:
- CEIP Las Américas
- CEIP Buzanada
- CEIP Cabo Blanco
- CEIP Chayofa-La Camella
- CEIP Los Cristianos
- CEIP La Estrella, en Las Galletas
- CEIP El Fraile
- CEIP Luis Álvarez Cruz, en Las Galletas
- CEIP Óscar Domínguez, en Arona
- CEIP Parque de La Reina
- CEIP Pérez Valero, en Los Cristianos
- CEIP Valle San Lorenzo
- Colegio Echeyde III, en Buzanada
- Wingate School, en Cabo Blanco

En cuanto a la enseñanza secundaria y formación profesional: 
- IES Luis Diego Cuscoy
- IES Los Cristianos
- IES Las Galletas
- IES Guaza
- IES Parque de La Reina
- IES Ichasagua, en Los Cristianos
- Colegio Echeyde III, en Buzanada
- Wingate School, en Cabo Blanco

En cuanto a la enseñanza de idiomas: 
- E.O.I. Los Cristianos

### Sanidad
- Centro de salud de Cabo Blanco
- Centro de salud El Fraile
- Centro de salud El Mojón, en Chayofa
- Centro de salud Valle San Lorenzo
- Consultorio médico Las Galletas
- Hospiten Sur, en playa de las Américas
- Hospital del Sur de Tenerife
- Ambulancias Salvaser, Cho

### Seguridad ciudadana
- Comisaría de Policía Nacional del Sur de Tenerife
- Comisaría de la policía local, en el casco de Arona
- Comisaría de la policía local, en Los Cristianos
- Protección Civil, en Las Américas
- Cuartel de la Guardia Civil, en Las Américas

### Comunicaciones

#### Carreteras
Las principales vías de comunicación por las que se accede al municipio son la Autopista del Sur TF-1 y la carretera general del Sur TF-28. Asimismo, existen otras carreteras secundarias que unen las diferentes entidades de población entre sí o con otros municipios:
- TF-481 de Los Cristianos a San Eugenio
- TF-51 de La Camella a Vilaflor
- TF-652 de Las Chafiras a Las Galletas
- TF-653 de Guargacho a Guaza
- TF-655 de Las Chafiras a Los Cristianos
- TF-657 de Aldea Blanca a La Camella por Buzanada
- TF-66 de Valle de San Lorenzo a Las Galletas
- TF-662 de Guaza a Cactus Park
- TF-665 de la TF-28 de Los Cristianos

#### Transporte público
El municipio cuenta con paradas de taxis y con una estación de autobuses —guaguas— en Los Cristianos, quedando conectado mediante las siguientes líneas de TITSA:
| Línea | Trayecto                                                                 | Recorrido |
| ----- | ------------------------------------------------------------------------ | --- |
| 110   | Sta. Cruz - Los Cristianos - Costa Adeje                                 | Horario/Línea                                                                                                   |
| 111   | Sta. Cruz - Aeropuerto Sur - Los Cristianos - Costa Adeje                | Horario/Línea                                                                                                   |
| 112   | Sta. Cruz - Arona (por Costa del Silencio)                               | Horario/Línea (enlace roto disponible en Internet Archive; véase el historial, la primera versión y la última). |
| 115   | Sta. Cruz - Las Galletas - Costa del Silencio                            | Horario/Línea (enlace roto disponible en Internet Archive; véase el historial, la primera versión y la última). |
| 342   | Costa Adeje - Las Cañadas del Teide - El Portillo                        | Horario/Línea                                                                                                   |
| 343   | Puerto de la Cruz - Los Cristianos (por Aeropuerto Norte y Sur) exprés   | Horario/Línea                                                                                                   |
| 416   | Granadilla - Adeje (Los Olivos)                                          | Horario/Línea                                                                                                   |
| 417   | Los Cristianos - Guía de Isora (por Costa Adeje)                         | Horario/Línea                                                                                                   |
| 418   | La Caleta - Estación Costa Adeje - Los Cristianos - Valle de San Lorenzo | Horario/Línea                                                                                                   |
| 450   | Costa Adeje - San Isidro (por Aeropuerto Sur)                            | Horario/Línea                                                                                                   |
| 467   | Costa Adeje - Las Galletas (por Los Cristianos)                          | Horario/Línea                                                                                                   |
| 468   | Costa Adeje - Las Galletas (por Los Cristianos)                          | Horario/Línea                                                                                                   |
| 470   | Parque de la Reina - Las Galletas - Parque de la Reina                   | Horario/Línea                                                                                                   |
| 472   | Los Cristianos - Playa Paraíso - Callao Salvaje                          | Horario/Línea (enlace roto disponible en Internet Archive; véase el historial, la primera versión y la última). |
| 473   | Los Cristianos - Acantilados de Los Gigantes (por Adeje)                 | Horario/Línea Archivado el 12 de agosto de 2016 en Wayback Machine.                                             |
| 477   | Los Cristianos - Acantilados de Los Gigantes (directo)                   | Horario/Línea Archivado el 15 de julio de 2016 en Wayback Machine.                                              |
| 480   | Arona - Los Cristianos (por La Camella)                                  | Horario/Línea                                                                                                   |
| 482   | Los Cristianos - Vilaflor (por Arona)                                    | Horario/Línea                                                                                                   |
| 483   | Costa Adeje - El Médano (por Los Cristianos)                             | Horario/Línea                                                                                                   |
| 484   | Granadilla - El Fraile                                                   | Horario/Línea                                                                                                   |

#### Puerto de Los Cristianos
El recinto portuario de Los Cristianos ocupa el primer lugar de España en cuanto al tráfico de pasajeros gracias a sus enlaces con los puertos de San Sebastián de La Gomera, La Estaca y Santa Cruz de La Palma. A esto se une los diversos barcos que se dedican a la práctica de excursiones turísticas por zonas cercanas como los acantilados de Los Gigantes, Masca o, las visitas a los cetáceos que habitan en las inmediaciones de este puerto.

## Patrimonio
El municipio cuenta con varios elementos patrimoniales declarados Bien de Interés Cultural:
- Zona arqueológica:

- El Barranco del Rey
- Los Cambados
- Rasca
- Roque de Chijafe
- Roque de Higara
- Roque de Malpaso
- Roque de Vento
- Roque de la Abejera
- Yacimiento de Las Toscas

- Zona paleontológica:

- Playa del Búnker-El Guincho
- Punta Negra

- Conjunto histórico:

- Arona
- Caserío de Casas Altas, compartido con Vilaflor

## Cultura

### Acontecimientos culturales
Desde el verano de 2005 se celebra en el municipio el festival de música Aguaviva Canarias.

### Fiestas
En el municipio de Arona se celebran diversas fiestas, siendo días festivos locales el Martes de Carnaval y el 6 de octubre, festividad del Santísimo Cristo de la Salud.
Dentro de las variadas fiestas que se celebran las del Cristo de la Salud y Ntra. Sra. del Rosario, el primer domingo de octubre y el lunes siguiente, atraen muchas personas de todo el sur.
| Fecha                                    | Nombre                                                          | Lugar                |
| ---------------------------------------- | --------------------------------------------------------------- | -------------------- |
| Domingo más próximo al 13 de mayo        | Romería en honor a la Virgen de Fátima                          | Valle de San Lorenzo |
| Tercer domingo de mayo                   | Fiestas patronales en honor a Ntra. Sra. De Fátima              | La Sabinita          |
| Último domingo de mayo                   | Fiestas patronales en honor a Divina Pastora                    | La Camella           |
| Principios de mes (fecha variable)       | Corpus Christi                                                  | Arona casco          |
| Domingo anterior al 4 de julio (Romería) | F.P. en honor a Santa Isabel de Portugal                        | El Fraile            |
| Domingo más cercano al 9 de julio        | F.P. en honor a La Virgen de La Paz                             | Buzanada             |
| 16 de julio                              | Virgen del Carmen, patrona de los Pescadores                    | Las Galletas         |
| 10 de agosto                             | Fiestas patronales en honor a San Lorenzo Mártir                | Valle de San Lorenzo |
| 3.er domingo de agosto                   | Fiestas patronales en honor a San Casiano                       | Las Galletas         |
| 1.er domingo de septiembre               | F.P. en honor a la Virgen del Carmen, patrona de los pescadores | Los Cristianos       |
| 27 de septiembre                         | Teresita del Niño Jesús                                         | Cho                  |
| 1.er domingo y lunes de octubre          | F.P. en Honor al Cristo de la Salud y la Virgen del Rosario     | Arona casco          |
| 2.º domingo de octubre                   | F.P. en honor a Sta. Teresita del Niño Jesús y San Jerónimo     | Guaza                |
| 3 de noviembre                           | F.P. en honor a San Martín de Porres                            | Cabo Blanco          |

### Deportes
En Arona existen diversas asociaciones y entidades que se dedican a la promoción del deporte. A continuación se realizará un breve listado con los equipos que cuenta el municipio:
- Atletismo: C.A. Arona.
- Baloncesto: A.D. Valle Sur Fátima, C.B. Las Galletas.
- Balonmano: C.D. Balonmano Arona, C.D. Bamloc.
- Boxeo: Club de Boxeo Povedano.
- Ciclismo: C.C. Bicisport Tenerife, C.C. Chindia, C.D. Cicloturista Tandem.
- Fútbol: C.D Buzanada, C.D. Furia Arona, C.D. 'I'Gara Cabo Blanco, C.D. Marino, C.D. San Lorenzo Constancia, U. D. Ibarra.
- Fútbol sala: Club de Fútbol Sala Costa Sur
- Hockey Línea: Tenerife Guanches Hockey Club
- Judo y Deportes Asociados: Club de Judo Yogo.
- Natación: C.N. Los Cristianos.
- Patinaje: C.D. Magma Patinaje, C.D. Rolling Bielman.
- Taekwondo: C.T. Samguk, C.D. Sol Escuela Intercontinental.
- Tenis: Club Deportivo Tennisquick Los Cristianos.
- Voleibol: C.V. Arona Tenerife Sur

Desde el consistorio premian en la Gala del Deporte de Arona (celebrándose cada noviembre desde 1995) a los diferentes equipos y deportistas que hayan actuado de forma destacada, tanto a nivel regional como a nivel nacional, en la última temporada competitiva y así como reconocer a las jóvenes promesas del municipio.
Hay que destacar el Torneo Internacional Alevín de Fútbol 7 que se celebra cada Navidad en el estadio Antonio Domínguez Alfonso desde 1996, siendo la edición más reciente en 2018. El ganador de esta última fue el Valencia C. F., seguido del Atlético de Madrid y del Real Madrid C. F.
Desde octubre de 2018 se emite mensualmente por las redes sociales del ayuntamiento (YouTube y Facebook) un programa informativo donde se da a conocer las últimas noticias del deporte en el municipio.
Deportistas destacados nacidos en el municipio: Javier Cueto (Tenis), Jesús Domínguez Martín 'Grillo' (nadador), Bruno González (futbolista), Óscar Jiménez (vóley playa), Alejandro Huerta (vóley playa), David Paniagua (tenis).

#### Instalaciones deportivas
Gran parte de las actividades socio-deportivas se realizan en el complejo Deportivo Jesús Domínguez 'Grillo' y en el estadio Antonio Domínguez Alfonso, situados en las localidades de Los Cristianos y Playa de Las Américas respectivamente. El municipio también cuenta con diferentes pabellones situados en: Arona (casco), Las Galletas y El Fraile.
En cuanto a campos de fútbol, hay 8 y son los siguientes: campo municipal Anexo Antonio Domínguez (Playa de Las Américas), campo municipal Clementina Bello (Buzanada), campo municipal Dionisio González (El Fraile), campo municipal El Culantro (Valle de San Lorenzo), campo municipal Fernando Pérez (Arona Casco), campo municipal Los Salones (Cabo Blanco), campo municipal Villa Isabel (El Fraile), estadio Antonio Domínguez Alfonso (Playa de Las Américas).

### Religión

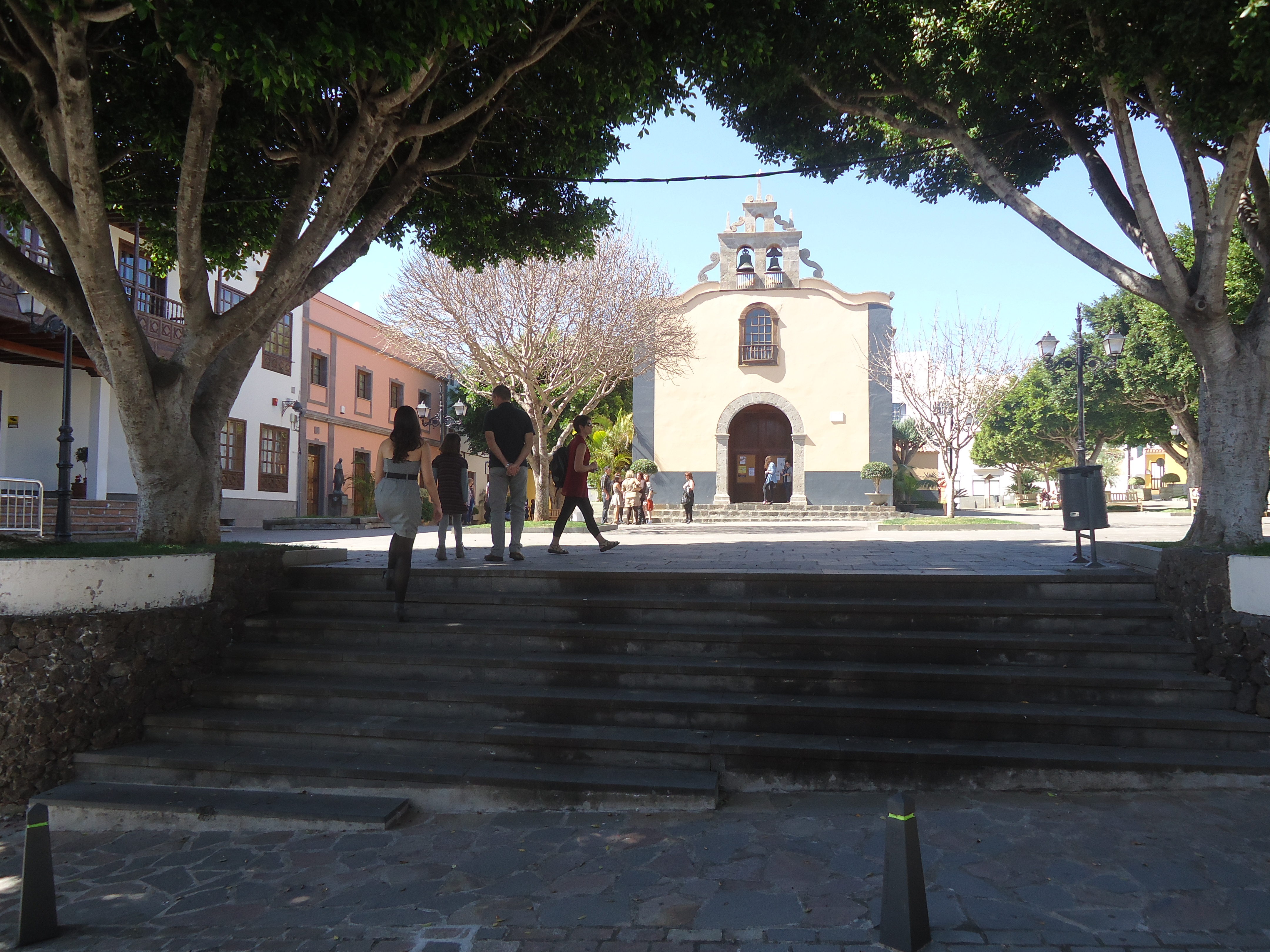
Iglesia parroquial de San Antonio Abad, en el casco de Arona

La población creyente del municipio profesa mayoritariamente la religión católica, estando repartida la feligresía en nueve parroquias pertenecientes al arciprestazgo de Granadilla de la diócesis de Tenerife:
- Parroquia matriz de San Antonio abad en el casco de Arona
- Parroquia de María Madre del Divino Pastor en La Camella
- Parroquia de Nuestra Señora de la Paz en Buzanada
- Parroquia de Nuestra Señora del Carmen en Los Cristianos
- Parroquia de San Casiano en Las Galletas
- Parroquia de San Jerónimo en Guaza
- Parroquia de San Lorenzo mártir en Valle de San Lorenzo
- Parroquia de Santa Isabel de Portugal en El Fraile
- Parroquia de Santa Teresita del Niño Jesús en Cho

El municipio también cuenta con templos de otras confesiones cristianas, como son la Iglesia cristiana evangélica, el templo de Jesucristo de los Santos de los Últimos Días, la iglesia Cristian Fellowship, la iglesia Adventista del Séptimo Día, la iglesia Evangelista de la Luz del Mundo, el Centro Cristiano de las Asambleas de Dios, la iglesia Pentecostal Fuente Viva, la Iglesia cristiana del Sur de Tenerife o la iglesia Sueca.

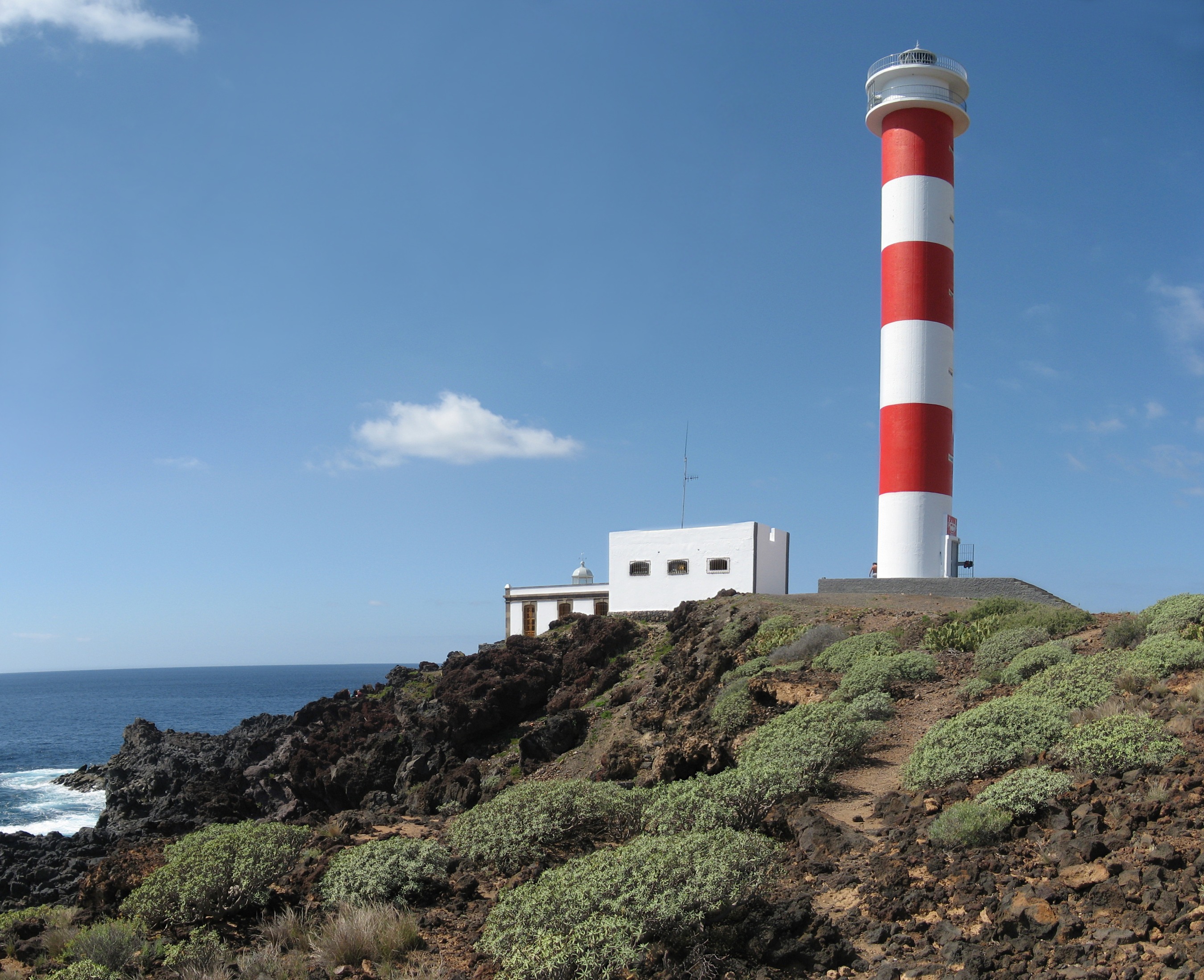
Faro de Rasca
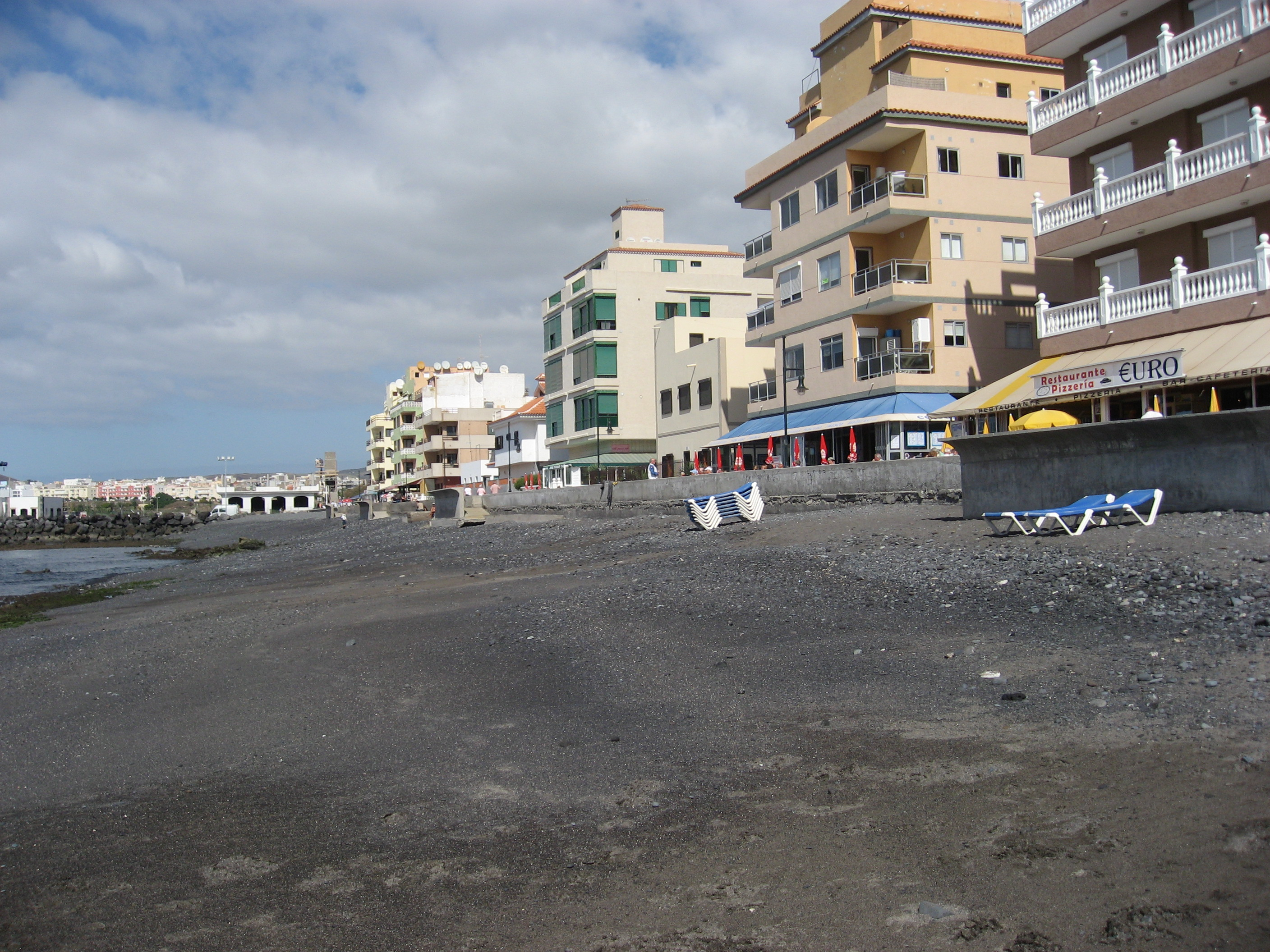
Las Galletas
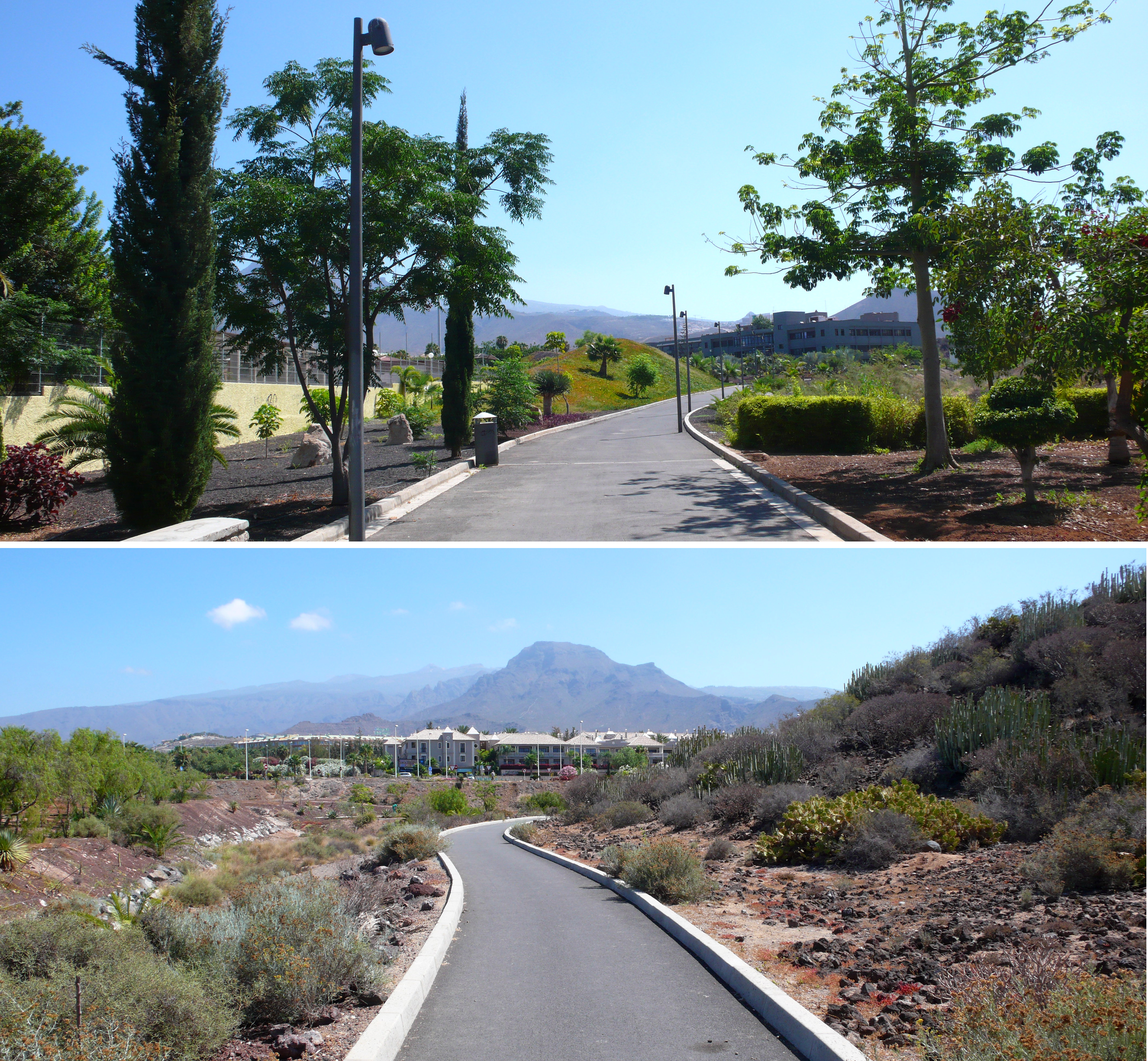
Parque Central de Arona
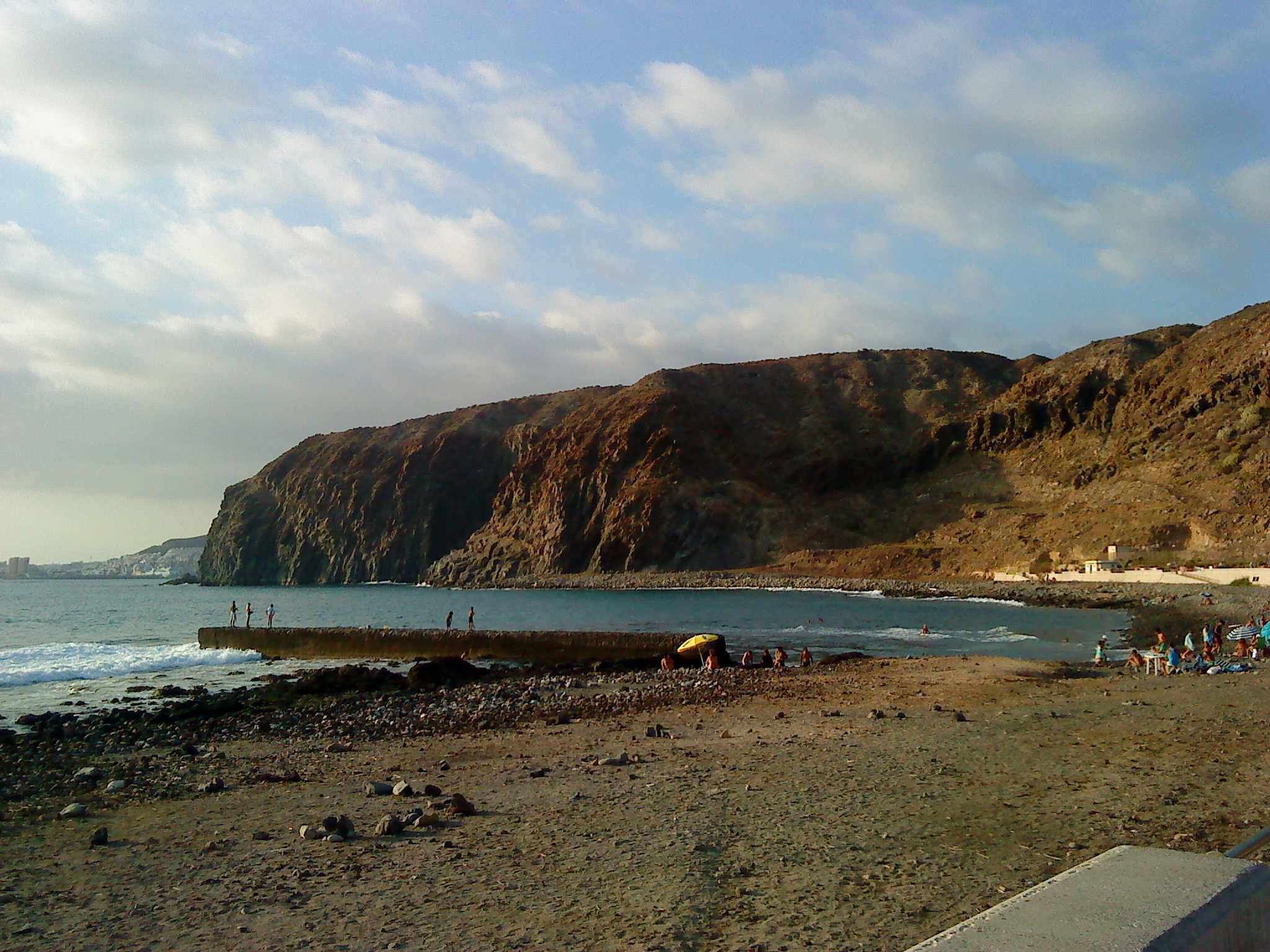
Playa de Las Arenitas y acantilados de Los Mogotes

## Ciudades hermanadas
- San Cristóbal de La Laguna, España
- Arona, Italia